# Орландо Москера
Орландо Москера (ісп. Orlando Mosquera, нар. 25 грудня 1994, Панама) — панамський футболіст, воротар ізраїльського клубу «Маккабі» (Тель-Авів) та національної збірної Панами.

## Клубна кар'єра
Народився 25 грудня 1994 року в місті Панама. Вихованець футбольної школи клубу «Спортінг» (Сан-Мігеліто).
У дорослому футболі дебютував 2012 року виступами за команду «Спортінг», у якій провів п'ять сезонів, взявши участь у 70 матчах чемпіонату.
Своєю грою за цю команду привернув увагу представників тренерського штабу клубу «Тауро», до складу якого приєднався 2017 року. Відіграв за команду з Панами наступні три сезони своєї ігрової кар'єри.
Згодом з 2020 по 2023 рік грав у складі команд «Болуспор», «Олвейс Реді», «Карабобо» та «Монагас».
До складу клубу «Маккабі» (Тель-Авів) приєднався 2023 року. Станом на 10 вересня 2023 року відіграв за тель-авівську команду 17 матчів в національному чемпіонаті.

## Виступи за збірну
У 2017 році дебютував в офіційних матчах у складі національної збірної Панами.
У складі збірної був учасником розіграшу Золотого кубка КОНКАКАФ 2017 року у США, розіграшу Золотого кубка КОНКАКАФ 2019 року у трьох країнах, розіграшу Золотого кубка КОНКАКАФ 2021 року у США, розіграшу Золотого кубка КОНКАКАФ 2023 року у США і Канаді, де разом з командою здобув «срібло».
| Дата       | Місто             | Господарі         | Результат               | Гості     | Турнір                                   | Голи | Примітки |
| ---------- | ----------------- | ----------------- | ----------------------- | --------- | ---------------------------------------- | ---- | -------- |
| 12-11-2020 | Грац              | Японія            | 1 – 0                   | Панама    | товариський матч                         | -    | 81'      |
| 16-11-2020 | Вінер-Нойштадт    | США               | 6 – 2                   | Панама    | товариський матч                         | -6   |          |
| 25-3-2021  | Санто-Домінго     | Панама            | 1 – 0                   | Барбадос  | Відбір до ЧС 2022                        | -    |          |
| 28-3-2021  | Санто-Домінго     | Домініка          | 1 – 2                   | Панама    | Відбір до ЧС 2022                        | -1   |          |
| 16-1-2022  | Ліма              | Перу              | 1 – 1                   | Панама    | товариський матч                         | -1   |          |
| 10-6-2022  | Панама            | Панама            | 5 – 0                   | Мартиніка | Ліга націй КОНКАКАФ 2022-2023 - 1-й етап | -    |          |
| 27-9-2022  | Ріффа             | Бахрейн           | 0 – 2                   | Панама    | товариський матч                         | -    |          |
| 10-11-2022 | Абу-Дабі          | Саудівська Аравія | 1 – 1                   | Панама    | товариський матч                         | -1   |          |
| 18-11-2022 | Абу-Дабі          | Камерун           | 1 – 1                   | Панама    | товариський матч                         | -1   |          |
| 28-3-2023  | Сан-Хосе          | Коста-Рика        | 0 – 1                   | Панама    | Ліга націй КОНКАКАФ 2022-2023 - 1-й етап | -    |          |
| 15-6-2023  | Парадайз (Невада) | Панама            | 0 – 2                   | Канада    | Ліга націй КОНКАКАФ 2022-2023 - півфінал | -2   |          |
| 26-6-2023  | Форт-Лодердейл    | Коста-Рика        | 1 – 2                   | Панама    | Кубок КОНКАКАФ 2023 - 1-й етап           | -1   |          |
| 30-6-2023  | Гаррісон          | Мартиніка         | 1 – 2                   | Панама    | Кубок КОНКАКАФ 2023 - 1-й етап           | -1   |          |
| 4-7-2023   | Х'юстон           | Панама            | 2 – 2                   | Сальвадор | Кубок КОНКАКАФ 2023 - 1-й етап           | -2   |          |
| 8-7-2023   | Арлінгтон         | Панама            | 4 – 0                   | Катар     | Кубок КОНКАКАФ 2023 - чвертьфінал        | -    |          |
| 12-7-2023  | Сан-Дієго         | США               | 1 – 1 д.ч. (4 – 5 п.п.) | Панама    | Кубок КОНКАКАФ 2023 - півфінал           | -1   |          |
| 16-7-2023  | Інглвуд           | Мексика           | 1 – 0                   | Панама    | Кубок КОНКАКАФ 2023 - Фінал              | -1   | 90+5'    |
| Усього     |                   | Матчів            | 17                      |           | Голів                                    | -19  |          |

## Титули і досягнення
- Чемпіон Панами (4): 2012-13, 2016-17, 2018-19, 2019
- Володар Кубка Тото (1): 2023-24
- Чемпіон Ізраїлю (1): 2023-24